# Katchiungo
Katchiungo – miasto w Angoli, w prowincji Huambo.